# Santosh (film, 2024)
Pour plus de détails, voir Fiche technique et Distribution.
Santosh est un film dramatique policier indien en langue hindi réalisé par Sandhya Suri (en) et sorti en 2024.
Le film est sélectionné dans le cadre de la section Un certain regard du Festival de Cannes 2024,.

## Synopsis
À la mort de son mari, tué lors d'une émeute dans un quartier musulman, Santosh (Shahana Goswami) hérite de son emploi au sein de la police indienne, en vertu de la loi de « recrutement compassionnel » en vigueur dans le pays. Sous l'uniforme, elle découvre le sexisme au sein de la police. Elle se retrouve à enquêter sur la disparition d'une jeune paysanne de la caste des Intouchables. Avec le soutien bienveillant et intéressé de sa supérieure hiérarchique Sharma (Sunita Rajwar (en)), elle remonte jusqu'à un potentiel suspect. Son enquête se heurte toutefois à la violence du système de castes et des conflits entre communautés religieuses,,.

## Fiche technique
Sauf indication contraire, les informations mentionnées dans cette section peuvent être confirmées par la base de données cinématographiques IMDb,  présente dans la section « Liens externes ».
- Titre original : Santosh
- Titre français : Santosh
- Réalisation et scénario : Sandhya Suri (en)
- Musique : Luisa Gerstein
- Direction artistique : Parvindar Singh
- Décors : Devika Dave
- Costumes : Bhagyashree Dattatreya Rajurkar
- Photographie : Lennert Hillege
- Son : Etienne Haug
- Montage : Maxime Pozzi-Garcia
- Production : James Bowsher, Balthazar de Ganay, Mike Goodridge, Alan McAlex
- Sociétés de production : Good Chaos, en coproduction avec Haut et Court, Razor Film Produktion GmbH, British Broadcasting Corporation (BBC) et British Film Institute (BFI)
- Pays de production :  Inde,  Royaume-Uni,  Allemagne,  France
- Langue originale : hindi
- Format : couleurs - 2,35:1 - Dolby 5.1
- Genre : drame, policier, thriller[6]
- Durée : 125 minutes[6]
- Dates de sortie :
  - France : 20 mai 2024 (Festival de Cannes) ; 17 juillet 2024 (sortie nationale)

## Distribution
Sauf indication contraire, les informations mentionnées dans cette section peuvent être confirmées par la base de données cinématographiques IMDb,  présente dans la section « Liens externes ».
- Shahana Goswami : Santosh Saini
- Sanjay Bishnoi : Beniwal
- Kushal Dubey : Vikram
- Sunita Rajwar (en) : Sharma
- Shashi Beniwal : Amit Kohli

## Production
Pour son premier film de fiction, la réalisatrice Sandhya Suri (en), jusque-là autrice de plusieurs films documentaires, s'est inspirée de l'affaire du viol collectif de New Delhi,. Elle souhaitait à l'origine réaliser un documentaire sur la violence contre les femmes en Inde, avant d'opter pour une fiction. Avant le tournage, Suri s'est entretenue avec plusieurs veuves de policiers devenues officières de police en vertu de la « loi de la compassion ».
Le film est tourné à Lucknow, dans le Nord de l'Inde.

## Accueil critique

### En France
Le site Allociné propose une moyenne de 3,8⁄5, d'après l'interprétation de 23 critiques de presse.

Pour Olivia Cooper-Hadjian, dans les Cahiers du cinéma, 

« À l’inverse de tant de cinéastes prompts à dénoncer la corruption et la violence comme des phénomènes extérieurs à leurs protagonistes (et à eux-mêmes), Sandhya Suri a le courage de les aborder comme une potentialité quasi universelle, une évidence qui prend par surprise, tant le manichéisme règne. »

Santosh est décrit dans la presse comme un « polar féministe »,,,,,. La Nouvelle République du Centre considère que le rôle principal est « merveilleusement incarné par Shahana Goswami ». Ouest-France écrit que « ce premier long métrage de fiction épate par sa maîtrise et sa finesse dans l’art de dresser un portrait sans concession de l’Inde par le prisme d’un thriller policier » et ajoute que « le passage du documentaire à la fiction de Sandhya Suri se révèle une franche réussite. »
Pour L'Obs, l'œuvre est « un mélange très réussi de polar sociétal et de film dossier. Classique et élégant, malgré quelques longueurs, Santosh est d’une force remarquable. » Pour L'Humanité, il s'agit d'« un film féministe qui refuse le simplisme, [...] instille un grain de sable dans les rouages d’un patriarcat solidement ancré dans les mœurs » et pointe « les compromissions et la rigidité d’une société de castes. » Enfin, Les Inrocks affirme que « Santosh est le récit d’une impasse mais incarne la promesse d’un renouveau du cinéma indien. »

### Dans la presse anglophone
L'agrégateur de critiques Rotten Tomatoes donne à Santosh un score moyen de 100 % sur une base de 12 critiques de presse.

## Distinction

### Sélection
- Festival de Cannes 2024 : sélection en section Un certain regard

### Radio
- Sandhya Suri, Interview, Santosh : une policière mène l'enquête dans l'Inde patriarcale, France Culture va plus loin, France Culture, 16 juillet 2024 (consulté le 20 juillet 2024)..